# Саре, Юзеф
Юзеф Саре ("Józef Sare", также "Saare, Sarre", 1 октября 1850 Хоровице — 23 марта 1929 Краков) — польский архитектор, вице-президент Кракова, посол в Галицком сейме.

## Биография
Родился 1 октября 1850 года в еврейской семье в селе Хоровице Малопольского воеводства. Ряд источников дает неправильную дату рождения — 20 ноября. Сын краковского строителя Саломона Саре и Даниэли с Кляйнбергеров. В Кракове окончил среднюю школу. С 1863 года у своего дяди Шимона Саре в селе Пшегиня Духовная работал при изготовлении амуниции для участников январского восстания. Из-за этого имел проблемы с австрийской властью. Заключение в Куфштайне удалось избежать благодаря покровительству дяди.
Высшее образование получал сначала в краковском техническом Институте (1861—1867), а впоследствии в Вене. В 1868 г. поступил на Службу государственного строительства как строительный практикант. Впоследствии назначен в строительный отдел Намисницва. Работал при строительстве Западногалицкой железной дороге, строительстве моста на Вислоке. В 1880 году переехал в Краков. Там работал при делегатуре бывшего Наместничества, а впоследствии возглавил ее. В течение 1902—1914 лет четыре раза избирался членом городского совета от курии интеллигенции. 28 июня 1905 года избран вице-президентом Кракова. Переизбран в 1908, 1911, 1914 годах (последний раз — единогласно). В общем занимал должность вице-президента без перерыва 24 года до самой смерти. 1907 года от Краковской торгово-промышленной палаты избран послом в Галицкого краевого сейма во Львове. Впоследствии избирался трижды и пробыл послом в 1914 года. Принадлежал к пяти сеймовым комиссиям.
Член Краковского технического общества. Три года возглавлял его, именуемый почетным членом. С 1878 года принадлежал также к львовскому Политехническому обществу, 1880 году входил в его правление, где выполнял функцию заместителя секретаря, а 1929 года назван почетным членом. Был президентом наблюдательного совета Краковской трамвайной союза, а также Жилого союза. В 1914 году входил в Главный народный комитет, принимал участие в создании польских Легионов. В 1917 году в чине советника двора оставил государственную службу. В том же году отмечен Командорским крестом императора Франца-Иосифа. В 1926 году - Кавалерским крестом Орден Возрождения Польши. Российское правительство наградило Саре Орденом Святого Станислава II класса.
Еще как практикант службы государственного строительства работал при сооружении моста на реке Вислока и при строительстве Западногалицкой железной дороги. Позже в наместничестве был задействован при строительстве гимназии в Тарнуве и тюрьмы во Львове на ул. Галицкой (ныне ул. Князя Романа). Работая в Сейме, занимался в частности сооружением психиатрического заведения в Кобежине. Автор проектов ряда сооружений в Кракове. Это в частности сооружение Collegium Medicum при улице Гжегужецкой, 16 (1893—1896); гимназия им. Яна Собеского на улице Собеского, 9 (1896—1898); гимназия Новодворского, бывшая св. Анны (1899); психиатрическая клиника на улице Коперника, 48; Collegium Agronomicum при аллее Мицкевича, 21 (1908–1911). Относительно авторства проектов двух гимназий однако существует альтернативная позиция Габриэля Невядомского, который утверждает, что Саре лишь выполнил проект на базе эскизов из Вены, а также руководил их строительством. Саре действительно построил много объектов в Кракове по проектам других архитекторов. В частности по проекту Станислава Цехановского — реальная школа на ул. Сверчевского, 12 (1893—1895); хирургическая клиника на улице Коперника, 40 (1896–1898) и офтальмологическая по тому же адресу (1897—1899). По проекту Игнация Венцля — клиника внутренних болезней на улице Коперника, 15 (1897—1900). По проекту Альфреда Броневского — дом Староства на улице Башенной, 22 (1898—1900). Принимал участие в работах по созданию Большого Кракова — реализовал присоединения Подгужа и соседних гмин. Причастен к строительству водопровода, создание Вольского парка, краковской электростанции, санитарных учреждений, заведений очистки города, газового завода.
Член жюри ряда архитектурных конкурсов. В частности проектов дома Торгово-промышленной палаты во Львове (1907), генплана «Большого Кракова» (1910), отеля «Бристоль» в Кракове (1912), сооружений архитектурной выставки 1912 года в Кракове, здания Горной академии в Кракове (1913), проектов регуляции улице Вольской в Кракове (1914), зданий дирекции почты и Почтовой сберегательной кассы в Кракове (1922), дом Кассы больных в Кракове (1925). Входил в состав комиссии, которая до 1905 года занималась строительством дома Врачебного общества на ул. Радзивилловской, 4 в Кракове., А также комиссии, которая присматривала в 1905—1905 годах за строительством дома Технического общества на улице Страшевского, 28 в Кракове. Заместитель председателя Сберегательной кассы Кракова. Заслугой Саре стало приобретение гминой Кракова угольных шахт в Явожно, каменоломен в Берестовце и Менкине.
Занимался делами города даже в последние дни, будучи тяжело больным. Умер в Кракове 23 марта 1929 года. Похоронен на еврейском кладбище на улице Мёдовой. Похороны сопровождала многотысячная процессия. Того же года магистрат создал фонд им. Юзефа Саре, размером 50 тыс. зл. Проценты с которого были назначены ежегодные стипендии для студентов-медиков и техников — одного католика и одного иудея. Именем Саре названа улица, боковую от улицы св. Гертруды в участке Старый город в Кракове. В Краковском национальном музее хранится масляный портрет Юзефа Саре, авторства Яцека Мальчевского.